# Déjà vu (Raumschiff Enterprise – Das nächste Jahrhundert)
Déjà vu ist die 118. Episode der US-Fernsehserie Raumschiff Enterprise – Das nächste Jahrhundert. Sie wurde in den USA im März 1992 erstmals ausgestrahlt, in Deutschland im April 1994. Sie handelt von einer Zeitschleife, in die die Crew der Enterprise gerät und an deren Ende das Schiff zerstört wird.

## Handlung
Die Enterprise ist als erstes Sternenflottenraumschiff in der Weltraumgegend „Typhon-Ausdehnung“ unterwegs, um diese zu kartografieren.
Im Teaser wird gezeigt, wie nach einer Kollision der Enterprise ein Bruch des Warpkerns unmittelbar bevorsteht. Während Captain Picard die Mannschaft zum Verlassen des Schiffes auffordert, explodiert die Enterprise.
Worf, Data, Riker und Crusher spielen zusammen eine Partie Poker, die Crusher gewinnt. Anschließend wird sie in die Krankenstation gerufen. Die Symptome ihres dortigen Patienten La Forge kommen ihr bekannt vor. Im Schlaf hört Dr. Crusher zahlreiche unverständliche Stimmen. Eine Besprechung der Stabsoffiziere am nächsten Morgen muss unterbrochen werden, als die Enterprise auf eine Verzerrung im Raum-Zeit-Kontinuum trifft, welche das Schiff manövrierunfähig werden lässt. Ein daraus auftauchendes Raumschiff befindet sich auf Kollisionskurs zur Enterprise. Einem Vorschlag Rikers, die Enterprise mittels Druckverminderung in der Shuttlerampe auf einen anderen Kurs zu bringen, folgt Picard nicht und lässt dafür Datas Vorschlag umsetzen, das fremde Schiff mit dem Traktorstrahl abzulenken. Das Vorhaben misslingt, denn die Schiffe kollidieren miteinander, wodurch die rechte Antriebsgondel der Enterprise aufgerissen wird. Einen unmittelbar bevorstehenden Bruch des Warpkerns durch das Abstoßen desselben zu verhindern, scheitert. Riker befiehlt der Crew, sich in die Rettungskapseln zu begeben. Während Picard die Mannschaft zum Verlassen des Schiffes auffordert, explodiert die Enterprise.
Worf, Data, Riker und Crusher spielen zusammen eine Partie Poker. Dabei haben Riker und Crusher die Ahnung, dass Riker blufft. Nachdem Crusher in die Krankenstation gerufen worden ist, glaubt nun neben ihr auch La Forge, diese Situation schon einmal erlebt zu haben. Crusher berichtet daraufhin Picard von ihrem Déjà-vu-Verdacht, den dieser bestätigt. Eine Besprechung der Stabsoffiziere am nächsten Morgen muss unterbrochen werden, als die Enterprise auf eine Verzerrung im Raum-Zeit-Kontinuum trifft, welche das Schiff manövrierunfähig werden lässt. Kollision und Explosion der Enterprise ereignen sich ebenso wie bereits gezeigt.
Worf, Data, Riker und Crusher spielen zusammen eine Partie Poker. Dabei hat neben Riker und Crusher nun auch Worf das Gefühl eines Déjà-vus, Crusher sagt die Werte der von Data gegebenen Karten voraus. Auf die Krankenstation gerufen, teilt Crusher La Forge mit, dass ihr vom ganzen Schiff über Déjà-vus berichtet wurde. Eine Untersuchung Datas und La Forges bezüglich der Bedeutung der unter anderem von Crusher wahrgenommenen und aufgezeichneten Stimmen ergibt, dass es sich um die über 1000 Stimmen der Crewmitglieder der Enterprise handelt. Drei davon können die beiden extrahieren; aus ihnen geht hervor, dass die Enterprise in eine temporale Kausalitätsschleife geraten ist und dass Picard die Crew zum Verlassen des Schiffes auffordert. Nachdem die Stabsoffiziere herausgefunden haben, dass es sich bei den Stimmen um Echos aus der Vergangenheit handelt, modifiziert La Forge Data so, dass es diesem ermöglicht wird, eine Information in den nächsten Durchlauf der Zeitschleife zu schicken und die Crew so über einen möglichen Ausweg aus der Schleife zu informieren. Kurz vor der Explosion der Enterprise macht Data von dieser Möglichkeit tatsächlich Gebrauch.
Worf, Data, Riker und Crusher spielen zusammen eine Partie Poker, wobei Crusher wieder versucht, die Werte der gegebenen Karten vorauszusagen. Doch Data verteilt nun Karten, die mit der Zahl Drei in Verbindung stehen. Nunmehr haben alle außer Data das Gefühl, alles schon einmal erlebt zu haben. Die Zahl drei taucht darüber hinaus an über 2000 Stellen auf dem Schiff auf. Aus den Auszügen der von Dr. Crusher aufgezeichneten Stimmen, der Zahl drei und der Modulation eines Dechionfeldes in Datas Subprozessoren, identifizieren die Offiziere die Zahl Drei als Botschaft aus dem vorangegangenen Schleifendurchlauf. Während des Auftretens der Verzerrung und des fremden Schiffes erkennt Data in Rikers Rangabzeichen die Bedeutung der Zahl Drei und führt deshalb dessen Vorschlag zur Druckverminderung in der Shuttlerampe aus. Dadurch wird die Kollision beider Schiffe verhindert.
Die Brückenoffiziere erkennen, dass sie der temporalen Verzerrung entkommen sind und dass sie sich über 17 Tage darin befunden haben. Das entgegengekommene Schiff identifiziert sein Captain als das Sternenflottenraumschiff U.S.S. Bozeman, ein 90 Jahre zuvor, im Jahr 2278, in die temporale Anomalie eingetretenes Schiff.

## Verbindungen zu anderen Star-Trek-Produktionen
Einige Elemente aus dieser Folge wurden in späteren Star-Trek-Produktionen wieder aufgegriffen:
- Die Bozeman wird in der finalen Doppelfolge 7.25/26 (Gestern, heute, morgen) von Raumschiff Enterprise – Das nächste Jahrhundert aus dem Jahr 1994 sowie in den beiden Spielfilmen Star Trek: Treffen der Generationen und Star Trek: Der erste Kontakt von 1996 erneut erwähnt. Zudem spielt sie eine zentrale Rolle in Diane Careys nichtkanonischem Roman Ship of the Line von 1997.
- Das mehrfache Durchlaufen von Zeitschleifen spielt auch in mehreren späteren Star-Trek-Episoden eine Rolle, darunter in den Folgen 3.15 (Coda) und 7.19 (Q2) von Star Trek: Raumschiff Voyager aus den Jahren 1997 und 2001, in Folge 2.16 (Die Zukunft) von Star Trek: Enterprise aus dem Jahr 2003 und in Folge 1.07 (T=Mudd²) von Star Trek: Discovery aus dem Jahr 2017.
- In dieser Folge wird erstmals erwähnt, dass es möglich ist, den Warpkern eines Raumschiffs abzuwerfen. Dies wurde in zahlreichen späteren Folgen mehrerer Serien durchgeführt.
- In Folge 2.08 (Ich, Excretus) der animierten Serie Star Trek: Lower Decks von 2021 gibt es gleich zwei Anspielungen auf die Folge Déjà vu: Zum einen wird ein Raumschiff erwähnt, das in einer Zeitschleife gefangen ist, zum anderen kommt ein Holodeck-Programm mit der Bezeichnung Cause and Effect vor, bei dem es sich wohl um eine Anspielung auf den Originaltitel handelt, da auch weitere Holodeck-Programme Anspielungen auf klassische Star-Trek-Folgen sind.

## Produktion
Die Unterbrechungen in den einzelnen Zeitvarianten wurden in der US-Version für Werbepausen genutzt.

### Drehbuch
Drehbuchautor Brannon Braga wollte eine Zeitreisegeschichte schreiben, in der altbekannte Klischees vermieden werden. Er wollte stattdessen einen neuartigen Aspekt einbringen und kam schließlich auf eine Zeitschleife. Dieses Konzept war bis dahin noch kaum benutzt worden und erlangte erst durch den 1993 produzierten Spielfilm Und täglich grüßt das Murmeltier große Bekanntheit. Das häufig gezeigte Pokerspiel zwischen den Führungsoffizieren der Enterprise wurde hier erstmals zu einem handlungstragenden Element. In früheren Folgen waren Pokerszenen nur als Füller verwendet worden, um zu kurz geratene Episoden auf die passende Länge zu strecken.

### Darsteller
Für die Rolle des Captains der U.S.S. Bozeman wurde Kelsey Grammer – bekannt aus der Sitcom Cheers – verpflichtet, der jedoch nur einen sehr kurzen Auftritt bekam. Nach Bebe Neuwirth in Folge 4.15 (Erster Kontakt) war Grammer der zweite Hauptdarsteller aus Cheers, der eine Gastrolle in Raumschiff Enterprise – Das nächste Jahrhundert übernahm. Die Dreharbeiten zu Cheers fanden in einem Studio nebenan statt, was diese Zusammenarbeit möglich machte.
Für die Rolle der ersten Offizierin der Bozeman war ursprünglich Kirstie Alley angedacht gewesen. Sie war ebenfalls eine Hauptdarstellerin in Cheers. Im Star-Trek-Franchise hatte sie 1982 im Spielfilm Star Trek II: Der Zorn des Khan Lieutenant Saavik gespielt, die sie hier erneut hätte verkörpern sollen. Alleys Verpflichtung scheiterte jedoch an Termingründen und aus der ersten Offizierin wurde eine Statistenrolle.

### Modelle und Kulissen
Für die U.S.S. Bozeman wurde das modifizierte Modell der USS Reliant aus dem Spielfilm Star Trek II: Der Zorn des Khan wiederverwendet. Der Name des Schiffs ist eine Anspielung auf Bozeman, Montana, den Heimatort von Drehbuchautor Brannon Braga. Die Registriernummer NCC-1941 spielt auf den Spielfilm 1941 – Wo bitte geht’s nach Hollywood an, an dem Greg Jein, der die Modifikationen am Reliant-Modell vornahm, als Modellbauer mitgewirkt hatte.
In Déjà vu ist zum ersten und einzigen Mal in der Serie die Hauptshuttlerampe der Enterprise zu sehen. Da die Hauptshuttlerampe viel zu groß war, um sie in einem Filmset darstellen zu können, erfolgten alle in der Serie gezeigten Shuttlestarts aus kleineren Shuttlerampen. In Déjà vu wurde für die Außenansicht der Hauptshuttlerampe ein Modell angefertigt.
Für Nahaufnahmen wurde außerdem ein vergrößertes Modell einer Warp-Gondel der Enterprise gefertigt.

## Rezeption
Das US-Filmmagazin Cinefantastique bewertete die Episode mit drei von vier möglichen Sternen. Es lobte die Idee der Episode und den Teaser als eine interessante Science-Fiction-Einbildung. Die Auflösung sei jedoch als Deus-ex-machina-Situation unglaubwürdig.
Keith DeCandido bewertete Déjà vu 2012 auf tor.com als eine großartige Folge von Raumschiff Enterprise – Das nächste Jahrhundert. Er hielt sie für Brannon Bragas beste Drehbucharbeit im Star-Trek-Franchise, die die Strukturierung einer Folge in einen Teaser und fünf Akte exzellent ausnutzt. Ebenso lobte er die Regiearbeit von Jonathan Frakes, der sich dafür entschied, jede neue Zeitschleife aus einem anderen Blickwinkel und kürzer als die vorangegangene zu inszenieren.
Scott Thill bewertete Déjà vu 2012 auf wired.com als eine der besten Folgen von Raumschiff Enterprise – Das nächste Jahrhundert.
Charlie Jane Anders führte Déjà vu 2014 auf gizmodo.com in einer Liste der 100 besten bis dahin ausgestrahlten Star-Trek-Folgen auf Platz 62.
Aaron Couch und Graeme McMillan	erstellten 2016 anlässlich des 50-jährigen Jubiläums von Star Trek in Zusammenarbeit mit verschiedenen Beteiligten aus dem Franchise für den Hollywood Reporter eine Liste der 100 besten bis dahin ausgestrahlten Folgen. Déjà vu wurde hierbei auf Platz 70 gewählt.
Aaron Couch und Graeme McMillan erstellten 2016 für den Hollywood Reporter eine Liste der 25 besten Folgen von Raumschiff Enterprise – Das nächste Jahrhundert. Déjà vu landete dabei auf Platz 19.
Nigel Mitchell führte Déjà vu 2017 auf thoughtco.com in einer Liste der zehn besten Folgen von Raumschiff Enterprise – Das nächste Jahrhundert auf Platz 9.
James Whitbrook führte Déjà vu 2017 auf gizmodo.com in einer Liste der 15 sonderbarsten Folgen von Raumschiff Enterprise – Das nächste Jahrhundert auf Platz 13.
Juliette Harrisson führte Déjà vu 2017 auf der Website Den of Geek in einer Liste der zehn wegweisendsten Folgen von Raumschiff Enterprise – Das nächste Jahrhundert auf Platz 7, da dem Thema der Zeitschleife durch das Fehlen einer Person mit bewussten Erinnerungen an die früheren Schleifen hier ein interessanter neuer Aspekt hinzugefügt wird.
Michael Weyer listete Déjà vu 2018 auf cbr.com in einem Ranking der 20 besten Star-Trek-Zeitreisefolgen auf Platz 10.
Mike Bloom zählte Déjà vu 2019 auf der Website hollywoodreporter.com als eine der 25 besten Folgen von Raumschiff Enterprise – Das nächste Jahrhundert.
Derek Draven führte Déjà vu 2020 auf screenrant.com in einer Liste der 10 furchteinflößendsten Folgen von Raumschiff Enterprise – Das nächste Jahrhundert auf Platz 7.
Stephanie Roehler erstellte 2021 für screenrant.com eine Liste der 20 besten Folgen von Raumschiff Enterprise – Das nächste Jahrhundert. Déjà vu landete dabei auf Platz 5.

## Parodien und Anspielungen
Die Folge Déjà vu wird in mehreren Fernsehserien außerhalb des Star-Trek-Kanons erwähnt, darunter in Folge 6.05 (Die Zeitschleife) von Buffy – Im Bann der Dämonen aus dem Jahr 2001, in Folge 3.11 (Gefangen in der Zeitschleife) von Legends of Tomorrow aus dem Jahr 2018 und in Folge 5.06 (In der Zeitschleife) von The Magicians aus dem Jahr 2020.